# 烏納瓦河
烏納瓦河是烏克蘭的河流，屬於伊爾平河的右支流，流經日托米爾州和基輔州，河道全長87公里，流域面積680平方公里，每年十二月至翌年三月結冰，河畔城鎮有法斯蒂夫。